# Spencer Woods
Spencer Woods (ur. 27 czerwca 1998) – amerykański zapaśnik walczący w stylu klasycznym. Zajął osiemnaste miejsce na mistrzostwach świata w 2023 roku. 
Złoty medalista mistrzostw panamerykańskich w 2023 roku.
Zawodnik Kotzebue High School, University of Maryland i US Army.